# Engenheiro Navarro
Engenheiro Navarro là một đô thị thuộc bang Minas Gerais, Brasil. Đô thị này có diện tích 631,974 km², dân số năm 2007 là 7079 người, mật độ 10,6 người/km².